# Гусев, Александр Иванович (революционер)
Александр Иванович Гусев (партийные псевдонимы: Лаврушка, Длинный, Челдон; 22 апреля (4 мая) 1880 года, Минусинск — 1903 года, Женева) — активный участник тверского революционного подполья, член тверского комитета РСДРП, корреспондент ленинской «Искры».

## Биография
Родился 22 апреля (4 мая) 1880 года в Минусинске, в семье богатого купца.
В 1899 году окончил Томское реальное училище, после чего поступил в Киевский политехнический институт, где вошёл в социал-демократический кружок, вёл пропаганду среди рабочих. В том же году за участие в студенческих волнениях исключен из института и выслан в Тверь, где продолжил революционную агитацию среди текстильщиков, а в 1901 году стал одним из организаторов тверской социал-демократической группы.
В марте 1901 года был арестован и заключён в Бутырскую тюрьму. После освобождения в феврале 1902 года вновь вернулся в Тверь, где стал сотрудничать с «Искрой», стал одним из организаторов тверской организации РСДРП, возглавил её комитет.
Был избран делегатом II съезда РСДРП от тверской партийной организации, стал автором одного из докладов.
В 1903 году, спасаясь от преследования полиции, был вынужден уехать в Женеву. При нелегальном переходе границы сильно простудился, заболел и через три дня после приезда в Женеву умер.
В «Искре» 15 октября 1903 года был напечатан большой некролог за авторством В. И. Ленина.
В память об А. И. Гусеве в Твери назван бульвар в микрорайоне Южный.